# 地獄哏
地狱笑话、地獄哏、地狱梗（英語：hellish gags）是指以他人或是自身的殘障、悲劇、疾病，或是種族歧視、戰爭、職業、死亡等等足以引人悲傷、憤怒的事情作為幽默、笑點，製作成梗圖或是影片。

## 概述
地獄梗為一種人與人之間幽默的表達方式，屬於「網路迷因」的一種。而隨著網際網路的普及，使得「網路迷因」快速普及，其中的一部分愛好者，便自然的聚集，並以他人之殘缺、歧視、職業、死亡等作為笑點，不喜歡地獄梗的人會認為這些愛好者們不道德，會下地獄，遂以「地獄梗」稱之，但沒有任何研究顯示這些愛好者死後會下地獄。
地獄梗笑點在於圖片與文字描述之間的落差太大，因而造成觀看者的出乎意料，國立交通大學傳播研究所羅仕宇教授認為，地獄梗挑戰的是文明社會裡看到別人面臨苦難應保有同情心的特點，當面對地獄梗時，「稍微」失諧的感覺產生，會讓觀看者覺得好笑；但當失諧的感覺太嚴重，可能會感到震驚或者出現負向情緒。地獄哏被创作出的动机可能是对政治正确的反对与戏谑，往往具有排他性及对特定群体的强烈冒犯。

## 舉例
- 英國理論物理學家、宇宙學家及作家史蒂芬·霍金在被診斷罹患漸凍症後，隨著名氣提高，其坐輪椅且頭傾靠在右肩的形象逐漸廣為人知，遂出現了「上知天文，下肢癱瘓」的地獄梗[3]。
- 有关种族歧视（例如黑奴）、伊斯兰恐惧症、美国前总统亚伯拉罕·林肯与约翰·肯尼迪遇刺身亡、广岛长崎核爆、波尔布特与红色高棉大屠杀、911恐怖袭击、张献忠屠川、拉瓦锡被送上断头台、“胖猫”跳江自杀、日本前内阁总理大臣安倍晋三遇刺身亡、科比坠机身亡、墨茶official的死亡、花园口决堤、六四事件、2022俄乌冲突等被认为具有冒犯性的地狱梗。
- 一些带有自嘲、讽刺性质的地狱笑话，如一些残疾人会以自己的身体缺陷自嘲，一些工人也会以劳资矛盾开地狱玩笑，并以这些地狱笑话来讽刺某些社会现实。
- 虚拟角色在剧情上的不幸遭遇有时也会被纳入广义的“地狱笑话”的收容范围内，例如蝙蝠侠父母双亡、巴麻美被断头、空條承太郎被切开脑袋、五条悟被腰斩等，有时这些虚拟角色相关的“地狱笑话”也会被拿来调侃他人不幸的遭遇，成为一个新的地狱笑话，例如：把孤儿称作“蝙蝠侠”。

## 爭議事件
- 2018年3月5日，台灣綠黨籍市議員王浩宇在自己臉書上發文寫道「800-1=799 R.I.P.」疑似暗諷反年改團體800壯士中因突然攀牆而墜樓身亡的繆德生上校，挨轟根本是在調侃死者[4]。
- 2019年5月12日，適逢四川汶川地震11周年紀念日當天，中國大陸網路上流出一段去年底德雲社相声演员张云雷與楊九郎二人搭檔，在青島跨年表演的一段相聲。在相聲表演中張雲雷抖包袱稱：“大姐嫁唐山，二姐嫁汶川，三姐嫁玉樹。”、“三個姐姐多有造化，都是倖存者。”被批是拿国难开玩笑[5]。
- 2019年8月，台灣單口喜劇主持人曾博恩被傳在現場open mic表演中以鄭南榕為開玩笑的對象說「在陽間燒掉的東西，在陰間也會出現一份」，此事引起爭議，薩泰爾娛樂公司也發出聲明暫停合作[6][7]。後來曾博恩發表道歉聲明，表示「很抱歉我不成熟的即興串場，讓家屬及各位維護言論自由的前輩衍生許多負面情緒，我在此致上最大的歉意」[8][9]。
- 2021年10月，台灣薩泰爾娛樂班底老K被挖出年初在「Two Three Comedy」站立喜劇中的演出畫面，他以資深女藝人白冰冰作為嘲諷對象。老K一開始先是詢問現場觀眾：「說到《冰冰好料理》，大家知道冰冰絕對不會去上哪一個節目嗎？」接著回答：「《小燕之夜》，她以前公祭的時候參加過了。」，影射1997年震驚全台的白曉燕被綁架撕票命案，用來當作他的喜劇笑料。該影片被挖出後立即引起網友砲轟留言要求老K道歉，對此白冰冰本人也表示「我也實在不了解，這位年輕人的腦子裡到底都存在什麼樣的想法」，勸告「踏著無辜往生者的血跡，衝向自己的網紅路，這是不智的，若不想修正，未來也請勿再傷害到任何他人」。